# Zeche Gutekauf
Die Zeche Gutekauf ist ein ehemaliges Steinkohlenbergwerk in Bommern. Das Bergwerk war auch unter den Namen Zeche Gutekauff, Zeche Gute Kauff und Zeche Gute Kauf bekannt. Das Bergwerk befand sich nördlich der Rauendahlstraße im Bereich Schmiedestraße Ecke Auf der Bommerbank.

## Bergwerksgeschichte
Am 3. Februar des Jahres 1736 wurde das Längenfeld Gutekauf verliehen. Das Längenfeld lag zwischen der Ruhr und Frielinghausen in der Nähe der heutigen Kastanienallee. Im Jahr 1739 war das Bergwerk außer Betrieb, in den Unterlagen des Bergamts war vermerkt „liegt stille“.  Gemäß den Aufzeichnungen des Amtes Wetter war im Jahr 1755 Bußhey, genannt Reese, als Schichtmeister auf dem Bergwerk tätig. Gewerke waren Kuhsmann et Niermann. In den Jahren 1754 bis 1756, 1758, 1759 und 1761 bis 1762 war das Bergwerk nachweislich in Betrieb. Es wurde vom Tal aus die Kohlenbank abgebaut und die Kohle durch den Stollen herausgefördert. Im Jahr 1787 wurde das Bergwerk in der Karte von Niemeyer eingetragen. Im Jahr 1800 wurde das Bergwerk in Fristen gesetzt. Ab Mai des Jahres 1837 wurden Schurfarbeiten getätigt und ein alter Stollen aufgewältigt. In diesem Jahr wurden 1196 Scheffel Steinkohle gefördert. Ab Februar des Jahres 1838 wurde das Bergwerk wieder in Fristen gesetzt. Am 9. April des Jahres 1846 wurde ein Längenfeld verliehen. Am 5. Januar des Jahres 1852 konsolidierte die Zeche Gutekauf über der St. Johannes Erbstollensohle zur Zeche Louischen. Am 10. Mai des Jahres 1853 kam es unterhalb der St. Johannes Erbstollensohle zur Konsolidation zur Zeche Vereinigte Louisenglück.